# Modchip

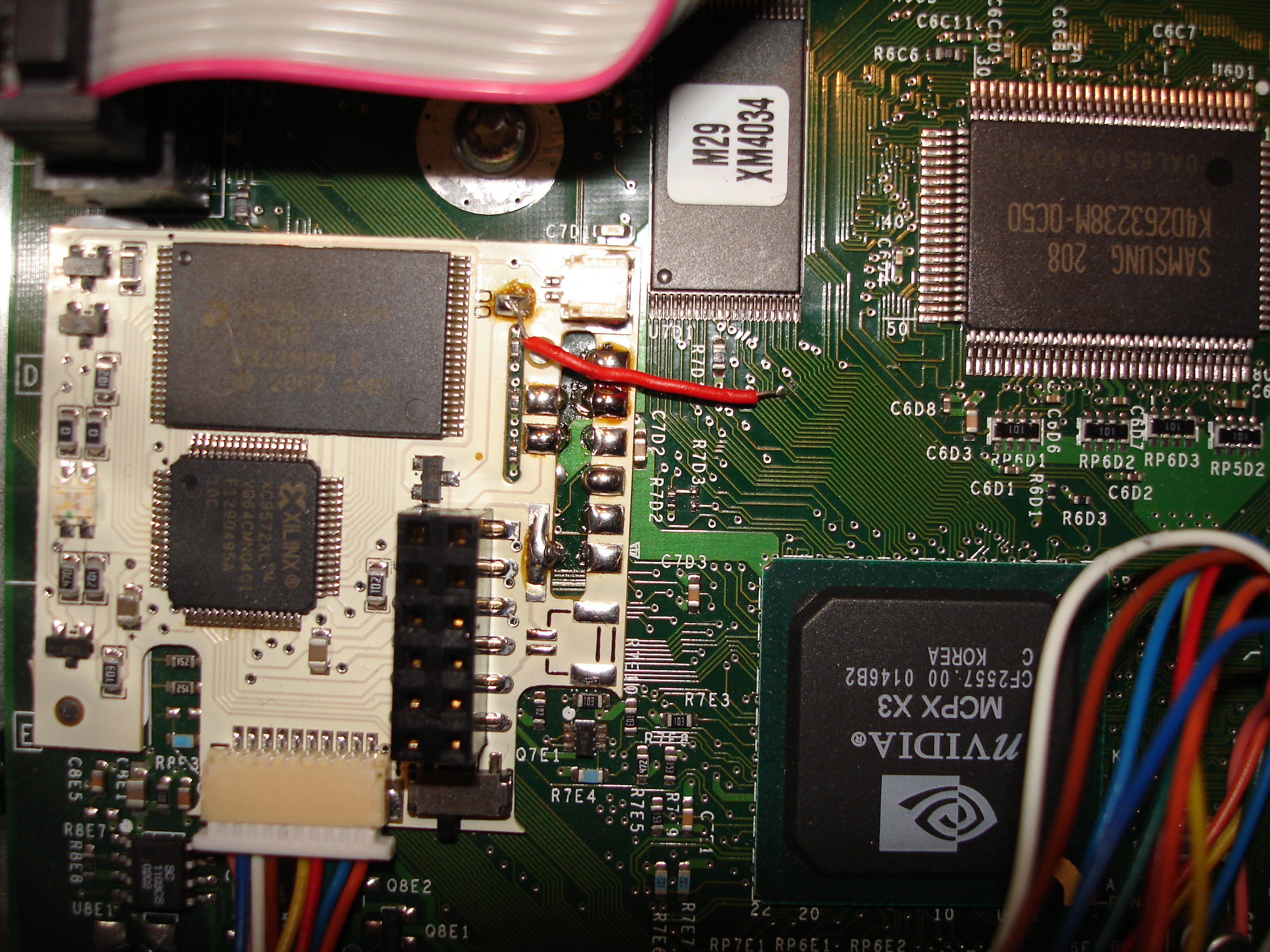
Um modchip implementado a um Xbox

Um modchip (do inglês modification chip) é um microchip adicionado a equipamentos eletrônicos, usualmente consoles de videogames, que permite que jogos piratas e outros softwares possam ser rodados pelo equipamento. Um desbloqueio de um console pode ser feito através de hardware (microchip instalado no console) ou software (modificando o firmware do console para aceitar jogos piratas, também chamado de Mod Firmware).

## Princípio Básico
O princípio básico de funcionamento de um modchip se baseia na interceptação da checagem de mídia feita ao ligar o console. Funcionalidades não encontradas nos consoles originais de fábrica são exploradas pelos modchips e alguns permitem que softwares caseiros dos mais diversos tipos sejam executados tal como os jogos, sempre respeitando a arquitetura de desenvolvimento. Hoje, quase todos os consoles que utilizam CD, DVD, HD DVD e UMD possuem modchips disponíveis. Com exceção do PlayStation 3, que ainda não possui modchip disponível.

## Legalidade
Não há conhecimento de nenhum impedimento à utilização de um modchip no console, no entanto é de conhecimento de todos que a pirataria é ilegal, o que faz a discussão ética sobre o assunto tornar-se complicada, uma vez que utilizar-se de um produto legal para se "beneficiar" com algo ilegal, para alguns, pode ser ilegal também.